# Phare de Buen Tiempo
Le phare de Buen Tiempo (en espagnol : Faro Buen Tiempo) est un phare actif situé sur Cabo Buen Tiempo (es) (département de Güer Aike), dans la Province de Santa Cruz en Argentine.
Il est géré par le Servicio de Hidrografía Naval (SHN) de la marine .

## Histoire
Le phare  a été mis en service le 8 avril 1917 au nord de Río Gallegos.
Il était, à l'origine, alimenté à l'acétylène avec une portée focale de 21 milles nautiques (environ 39 km). Maintenant il est automatisé et électrifié à l’énergie solaire fournie par des panneaux solaires photovoltaïques.

## Description
Ce phare  est une tour métallique octogonale à claire-voie, avec une galerie et une lanterne de 9 m de haut. La tour est totalement peinte en noir. Il émet, à une hauteur focale de 113 m, quatre longs éclats blancs de 1.5 secondes, séparés par 5 secondes, par période de 45 secondes. Sa portée est de 13.7 milles nautiques (environ 25 km). 
Identifiant : ARLHS : ARG-022 - Amirauté : G1226 - NGA : 110-20072 .

## Caractéristique dufeu maritime
Fréquence : 45 secondes (W-W-W-W)
- Lumière : 1.5 secondes
- Obscurité : 5 secondes
- Lumière : 1.5 secondes
- Obscurité : 24 secondes

### Lien connexe
- Liste des phares d'Argentine